# Benson Boone

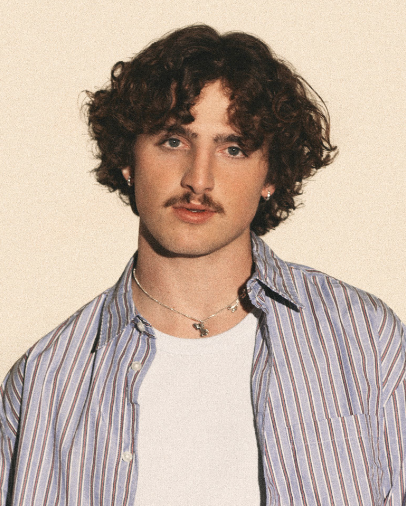
Benson Boone, 2024

Benson Boone (* 25. Juni 2002) ist ein US-amerikanischer Sänger. Seinen Durchbruch hatte er im Jahr 2024 mit der Single Beautiful Things, die in mehreren Ländern zum Nummer-eins-Hit avancierte.

## Leben

### Herkunft, Familie und Studium
Boone wuchs gemeinsam mit vier Schwestern in der Stadt Monroe im Bundesstaat Washington auf und wurde als Mitglied der mormonischen Kirche Jesu Christi der Heiligen der Letzten Tage erzogen. Als Jugendlicher erlernte er das Klavierspielen. Mit dem Singen begann er nach eigenen Angaben erst im Jahr 2019, als er von Freunden gebeten wurde, in deren Band als Sänger einzuspringen. Er schloss die High School im Jahr 2020 ab.
Nach seiner Schulzeit begann er Architektur und Innenarchitektur an der mormonischen Brigham Young University in Rexburg, Idaho zu studieren. Boone pausierte sein Studium nach einem Semester, um sich auf seine Musikkarriere zu konzentrieren. Er selbst identifiziert sich nicht mehr als Mormone.

### Musikkarriere
Erste Bekanntheit als Sänger erlangte er über TikTok-Videos. Nachdem er vom Produktionsteam von American Idol für eine Teilnahme an der Castingshow angefragt wurde, nahm er 2021 im Alter von 18 Jahren an der 19. Staffel teil. Obwohl er die Runde der besten 24 erreichte und positive Rückmeldungen erhielt, verließ er die Show freiwillig. Boone erklärte später, dass er für seine weitere Musikkarriere nicht das Label der Show an sich haften haben wollte. Im selben Jahr erhielt er einen Vertrag beim von Dan Reynolds gegründeten Musiklabel Night Street Records.
Boones Debütsingle Ghost Town kam im Oktober 2021 heraus. Mit der Ballade konnte er sich in zahlreichen Ländercharts platzieren, in Norwegen erreichte er den ersten Platz und eine Platin-Schallplatte. Zudem trat er mit dem Lied in US-amerikanischen Talkshows wie der The Ellen DeGeneres Show auf. Mit seiner dritten Single In the Stars konnte er sich erneut in mehreren Ländercharts, darunter die österreichischen und Schweizer Singlecharts, platzieren. Im Juli 2022 kam seine Debüt-EP Walk Me Home… heraus.
Mit seiner im Januar 2024 herausgegebenen Single Beautiful Things erzielte Boone seinen bis dahin größten Hit und er konnte sich erstmals auch in den deutschen Singlecharts platzieren. Er erreichte schließlich in Deutschland, Österreich, der Schweiz und den UK Top 40 den ersten Platz der Singlecharts. Im April 2024 veröffentlichte Boone sein Debütalbum Fireworks & Rollerblades. Bei den MTV Video Music Awards 2024 gewann er die Auszeichnung in der Kategorie „Best Alternative“. Im November 2024 gewann er bei den MTV Europe Music Awards in der Kategorie „Best New“. Zudem war Boone bei den Grammy Awards 2025 in der Newcomer-Kategorie (Best New Artist) nominiert.
Im Juni 2025 kam mit American Heart sein zweites Album heraus.

## Diskografie
Studioalben

| Jahr | Titel Musiklabel                                    | Höchstplatzierung, Gesamtwochen, AuszeichnungChartplatzierungen (Jahr, Titel, Musiklabel, Platzierungen, Wochen, Auszeichnungen, Anmerkungen) | Höchstplatzierung, Gesamtwochen, AuszeichnungChartplatzierungen (Jahr, Titel, Musiklabel, Platzierungen, Wochen, Auszeichnungen, Anmerkungen) | Höchstplatzierung, Gesamtwochen, AuszeichnungChartplatzierungen (Jahr, Titel, Musiklabel, Platzierungen, Wochen, Auszeichnungen, Anmerkungen) | Höchstplatzierung, Gesamtwochen, AuszeichnungChartplatzierungen (Jahr, Titel, Musiklabel, Platzierungen, Wochen, Auszeichnungen, Anmerkungen) | Höchstplatzierung, Gesamtwochen, AuszeichnungChartplatzierungen (Jahr, Titel, Musiklabel, Platzierungen, Wochen, Auszeichnungen, Anmerkungen) | Anmerkungen                                               |
| Jahr | Titel Musiklabel                                    | DE | AT | CH | UK | US | Anmerkungen                                               |
| ---- | --------------------------------------------------- | --- | --- | --- | --- | --- | --------------------------------------------------------- |
| 2024 | Fireworks & Rollerblades Night Street Records (WMG) | DE20 (… Wo.)DE | AT7 (20 Wo.)AT | CH6 Gold · (57 Wo.)CH | UK16 Gold · (… Wo.)UK | US6 Platin · (… Wo.)US | Erstveröffentlichung: 5. April 2024 Verkäufe: + 1.535.000 |
| 2025 | American Heart Night Street Records (WMG)           | DE5 (… Wo.)DE | — | — | — | — | Erstveröffentlichung: 20. Juni 2025                       |

## Auszeichnungen
BRIT Awards
- 2025: Nominierung in der Kategorie „International Song of the Year“ (für Beautiful Things)
- 2025: Nominierung in der Kategorie „International Artist of the Year“[16]

Grammy Awards
- 2025: Nominierung in der Kategorie „Best New Artist“[17]

MTV Europe Music Awards
- 2024: Kategorie „Best New“
- 2024: Nominierung in der Kategorie „Best Song“ (für Beautiful Things)[18]

MTV Video Music Awards
- 2024: Kategorie „Best Alternative“
- 2024: Nominierung in der Kategorie „Best New Artist“
- 2024: Nominierung in der Kategorie „Push Performance of the Year“
- 2024: Nominierung in der Kategorie „Song of the Summer“ (für Beautiful Things)[19]